# Izlel ye Delyo Haydutin
Izlel ye Delyo Haydutin (em búlgaro: Излел е Дельо хайдутин, lit."Delyo Haydutin foi para o lado de fora") é uma canção popular búlgara das montanhas Rodope sobre Delyo, um rebelde durante finais do século XVII e e inícios do XVIII A canção é maioritariamente conhecida pela voz de Valya Balkanska, de uma gravação de 1977 que alcançou o disco de ouro que está a bordo das sondas espaciais Voyager 1 e Voyager 2.